# Tomáš Šolc
Tomáš Šolc (13. listopadu 1937 Týn nad Vltavou – 16. ledna 2024 Praha) byl český herec a výtvarník.

## Životopis
Narodil se 13. listopadu 1937 v Týně nad Vltavou. Jeho otcem byl principál divadelní kočovné herecké společnosti František Šolc. Měl čtyři sestry. Pro svůj herecký původ se již v raném dětství objevoval na divadelní scéně.
Po absolvování Janáčkovy akademie múzických umění nastoupil v roce 1961 do Národního divadla moravskoslezského, tehdejšího Státního divadla v Ostravě. V divadle působil do roku 1964. V následujícím roce odešel do Divadla J. K. Tyla, kde strávil zbytek své herecké kariéry. Ztvárnil zde přes sto rolí.
Několikrát hostoval v jiných divadlech, mezi něž patří Národní divadlo v Praze. Kromě divadla se rovněž živil jako výtvarník a kreslíř.
Zemřel 16. ledna 2024 v Praze ve věku 86 let.

## Filmografie

### Filmy
- Hlídač č. 47 (2008)

### Televize
- Letiště (2006) – 1. díl
- Vetřelci a lovci (2009) – 1. díl
- Cirkus Bukowsky (2014) – 2. díly
- Zločiny Velké Prahy (2021) – 1. díl